# Романа, Педро
Пе́дро Ка́ро-и-Суре́да, маркиз де Ла Рома́на (исп. Pedro Caro y Sureda, 3o marqués de La Romana, 2 октября 1761, Пальма-де-Мальорка — 23 ноября 1811, Карташу, Португалия) — испанский генерал, участник наполеоновских войн.
Когда ему было 10 лет, вместе со своим братом Хосе они поступили в Тринити-колледж в Лионе, школу, которая в то время считалась одной из лучших в Европе.
В 1807 году, когда Наполеон потребовал от мадридского кабинета выставить для французской службы корпус в 15 000 солдат, Романа был назначен командующим этим корпусом, который был послан на север Европы. В 1808 году Романа с войсками находился в Фионии, когда узнал про события в Мадриде. Вступив в тайные сношения с командовавшим английской эскадрой в Балтийском море, он сумел посадить на суда большую часть своего отряда, не возбудив подозрений у маршала Бернадотта. Вернувшись с этими войсками в Испанию, Романа принял деятельное участие в борьбе против французов. В 1809 году, во время отступления генерала Мура, потерял большую часть своего отряда, но все же продолжал вести партизанскую войну. В том же году Романа стал деятельным членом высшей хунты в Севилье, а в следующем году, вместе с британским генералом Хиллом, защищал левый берег Тахо, в то время как Веллингтон занимал правый берег реки.
Педро Романа приходился племянником Вентуре Каро.